# Linberedning

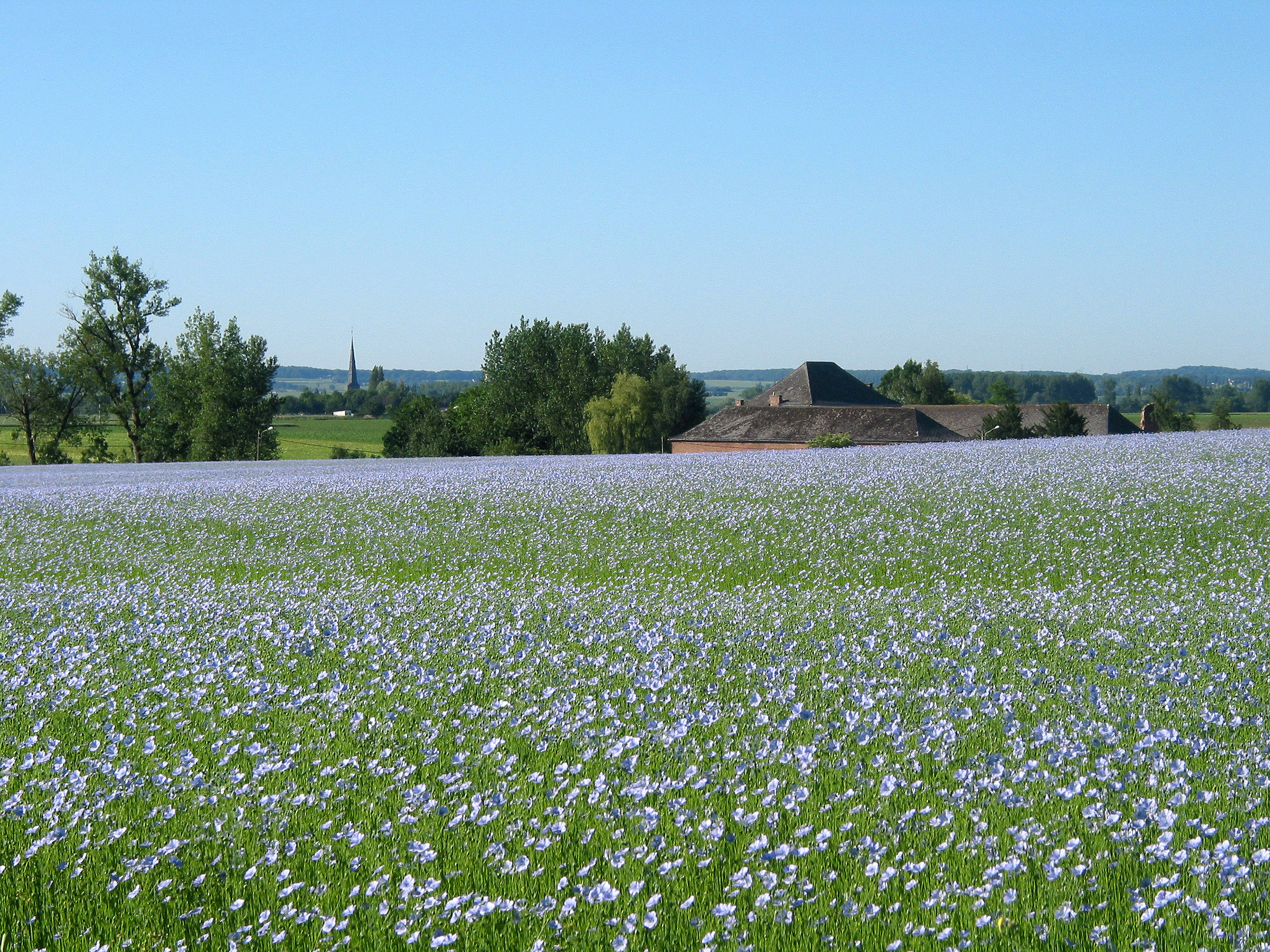
Linfält i Belgien.

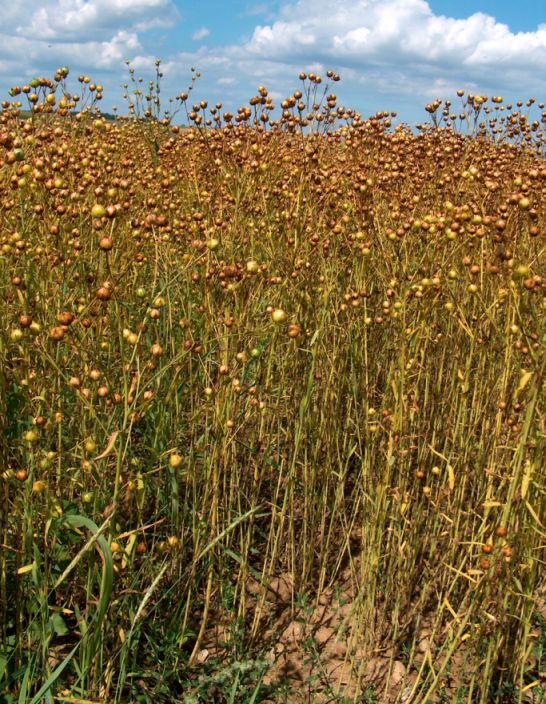
Lin moget för skörd.

Linberedning innebär att man förädlar linplantor till spinnbara fibrer, som hantverk eller industriellt. Ibland innefattas även spinning av fibrer till lingarn och vävning av lingarn till linne i begreppet linberedning.
Följande moment ingår i linberedning: skörd, torkning, repning, rötning, bråkning, skäktning och häckling. När häcklingen är avslutad har man linfiber och kan gå vidare till spinning och vävning.

## Skörd
Linet skördades förr genom att ryckas upp med rötterna. Om linet skulle skäras skedde förlust av mängden fiber (tågor) i stubben samt möjligen att området närmast snittytan blev överrötat. Strax före mitten av 1900-talet övergick skörd med skärande redskap för att effektivisera skördearbetet. Linet binds i kärvar eller nekar och torkas stående på fältet eller upphängda i skylar eller på torkanordningar.

## Repning
Med hjälp av en grovtandad, fast fixerad kam (t.ex. spikar inslagna i en träplatta) repas fröhusen bort från de torra linplantorna. Fröna tas tillvara för kommande års utsäde eller andra ändamål, som att mala dem till kreatursfoder.

## Rötning
De spinnbara fibrerna, "tågan", omsluter den inre vedartade kärnan i strået. De hålls samman av pektin (växtlim) som måste brytas ned genom att man låter linet ruttna något. Det finns två metoder för rötning, landrötning och vattenrötning, och båda är temperaturberoende. Om temperaturen blir för varm eller för kall för att mikroorganismerna ska kunna leva och utvecklas avstannar rötningen.

### Landrötning
Linet breds ut på marken i ett tunt lager och får ligga så att mögelsporer kommer åt stråna. Rötningen tar flera veckor, något beroende på luftfuktighet och temperatur. Linet vänds minst en gång under rötningen för att påverkas så jämnt som möjligt. Landrötat lin blir mörkare i färgen än vattenrötat, från silvergrått till svartaktigt. Mögelsporerna sitter kvar på tågan och sprids i luften, vilken kan utgöra en hälsorisk för den som bereder linet. Landrötat lin bör därför beredas vidare utomhus.
Industriella linryckningsmaskiner lägger linet i en sträng för landrötning.

### Vattenrötning
Linet sänks ned i vatten och det är bakterier som påverkar stråna. Vattenrötat lin blir ljusare i färgen än landrötat. Vattnets temperatur (10–39°C) och allmänna kvalitet inverkar också på färgen. Rötningen tar 4–5 dagar vid +32° och två veckor vid +10°. Vattnet måste renas innan det släpps ut. Vattenrötat lin får en obehaglig lukt, men utgör inte någon hälsorisk.
Behovet av torkning och buntning före rötning, speciella rötningsbassänger och avloppsrening har gjort att industriell linberedning numera enbart använder markrötning. När linberedningsanstalter inrättades i Sverige på 1940-talet, användes dock stora bassänger och linryckningsmaskiner med självbindare.

### Rötprov
Att avgöra när linet är färdigrötat kräver en hel del erfarenhet. Man torkar ett par av stråna och bryter dem fram och tillbaka några gånger. Därefter drar man bort tågan och beroende på hur lätt den släpper från stammen kan man avgöra om rötningen har gått tillräckligt långt. Om tågan släpper för lätt kan rötningsprocessen ha gått för långt och linet vara överrötat. Överrötning kan innebära att linfibrerna inte går att använda.

En annan metod för att kontrollera rötningen är "ryckprovet". Man slår en överhandsknop på den frilagda fibern på ett strå och rycker så att fibrerna brister. Om de brister intill knopen är linet färdigrötat.

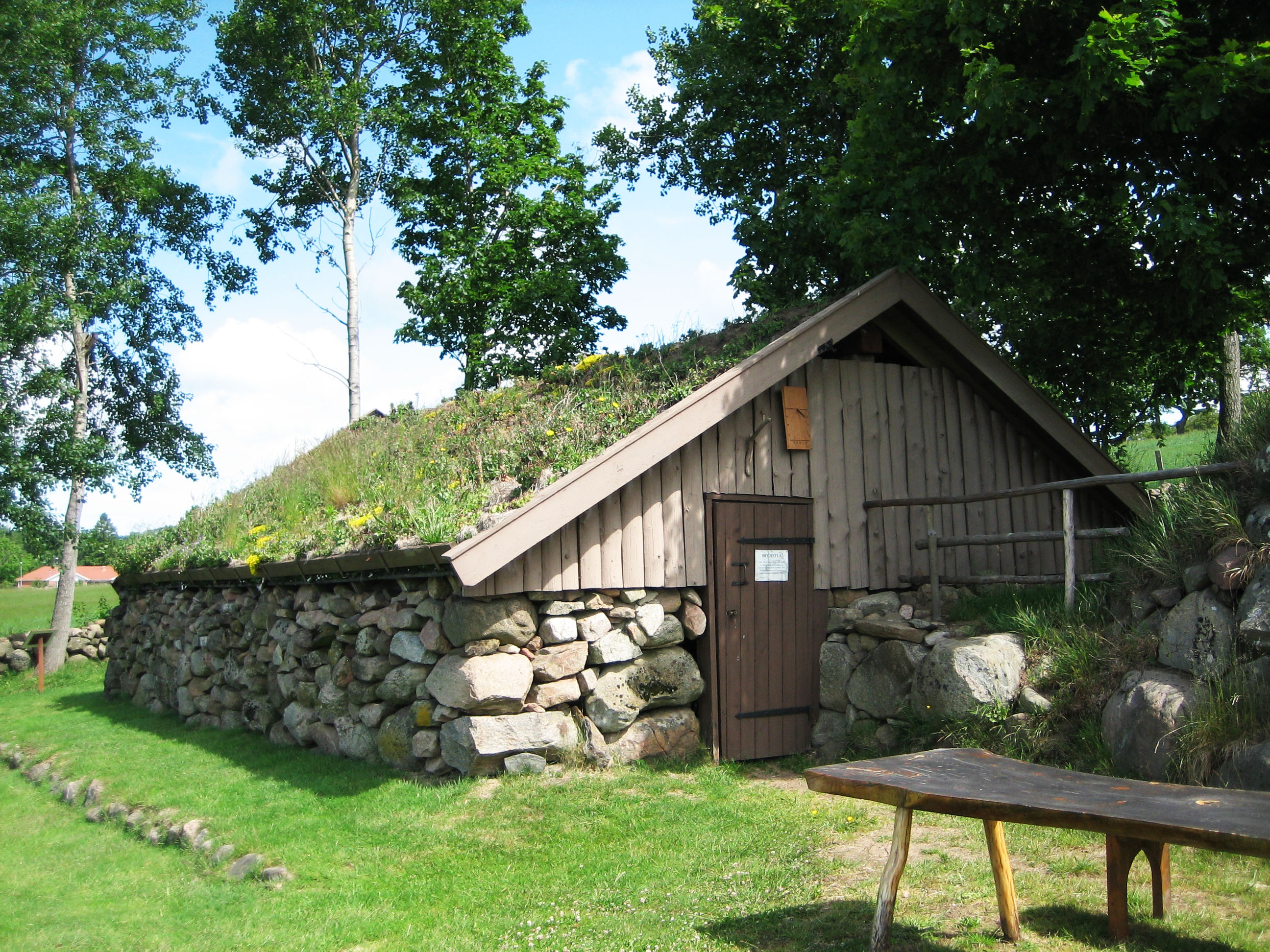
Linbasta i Förslöv i Skåne.

## Torkning
För att utvinna linfiber underlättas de efterföljande arbetsmomenten mycket om linet är torkat till mycket låg vattenhalt. Den rötade stjälken blir då mycket spröd och framtagandet av fibrerna underlättas. Torkningen kunde förr ske i speciellt ämnade byggnader för torkning så som linbasta eller brytestuga men även i anläggningar så som torkgropar.  Anläggningar för torkning av lin var på många platser gemensam anläggning för byn. Då linet torkat är det lättantändligt och riskerna var stora då torkningen genomfördes genom upphettning med eld uppfördes uppfördes torkningsanläggningen oftast en bit bort från övriga byggnader.

## Bråkning

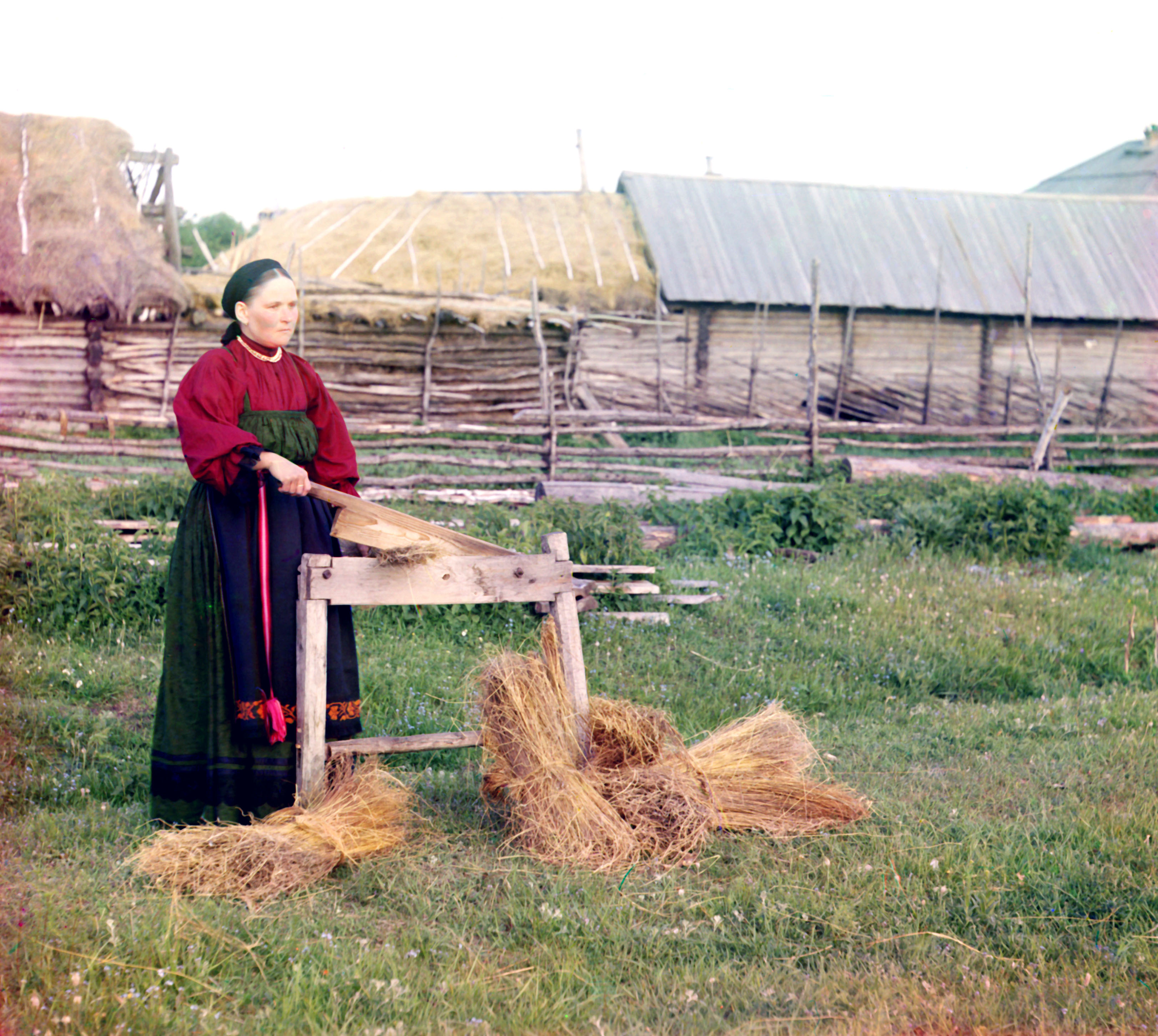
Bråkning av lin i Ryssland 1910.

Ordet bråkning kommer från tyskans brechen (knäcka). När man bråkar linet krossar man stamdelarna för att linet som i rötningsprovet ska kunna skiljas från skärven, som stråets vedartade innerdel kallas. Industriellt används maskiner med mekaniska valsar för detta steg, traditionellt och i mindre skala bråkar man linet för hand i en linbråka.

## Skäktning
Under skäktningen avskiljs linfibrerna från skärven. Industriellt görs detta med en skäktturbin. Traditionellt och i mindre skala görs det för hand genom att en skäktkniv (kallas även skäkta eller svärd) av trä dras över lin som spänts upp på en ställning. Under skäktningen lossnar skärven, men också korta linfibrer, blånor, från linet. Blånorna insamlas och spinns tillsammans med längre fibrer till lingarn.

## Häckling

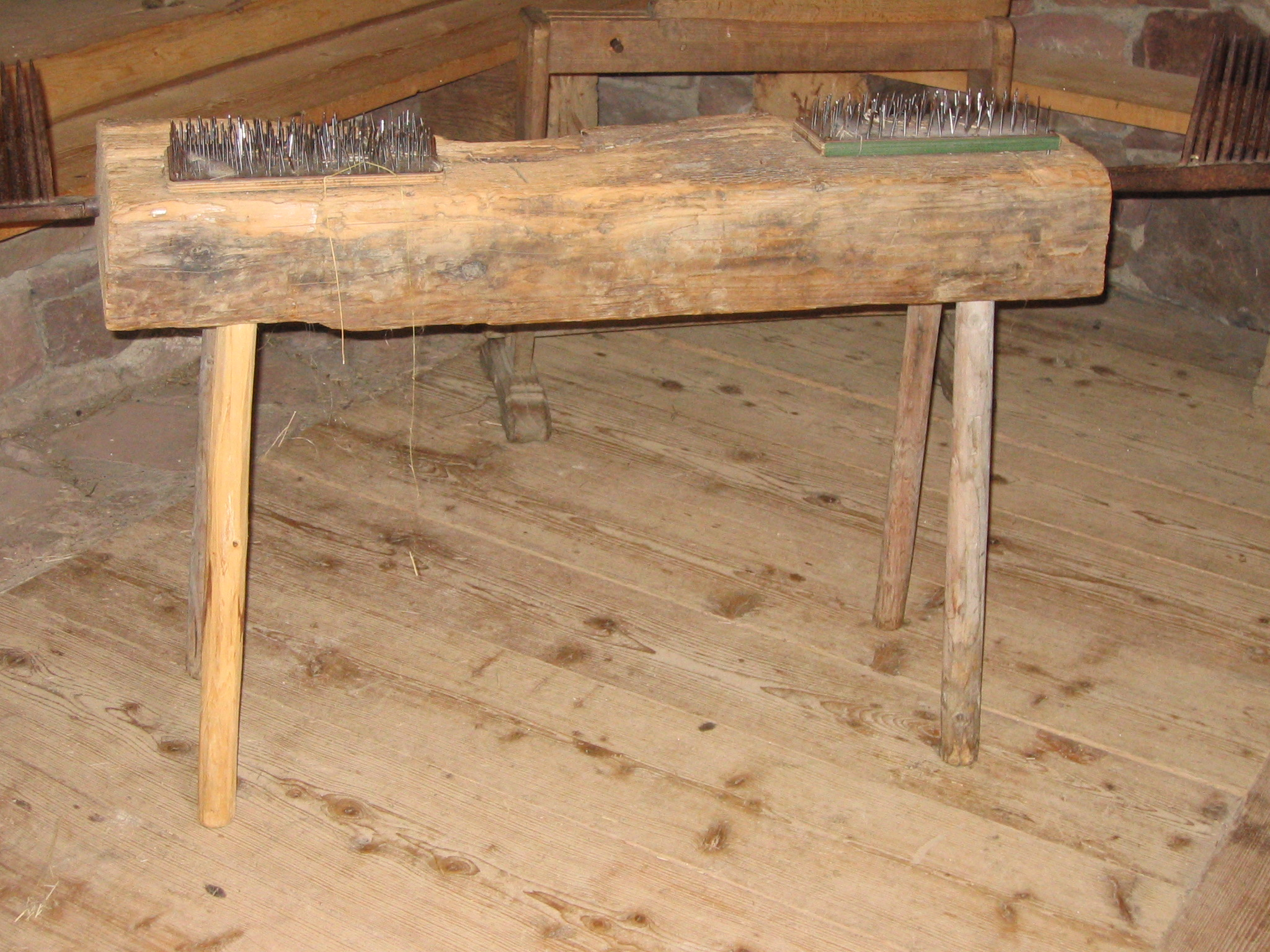
Äldre häckla med en fintandad och en grovtandad sida.

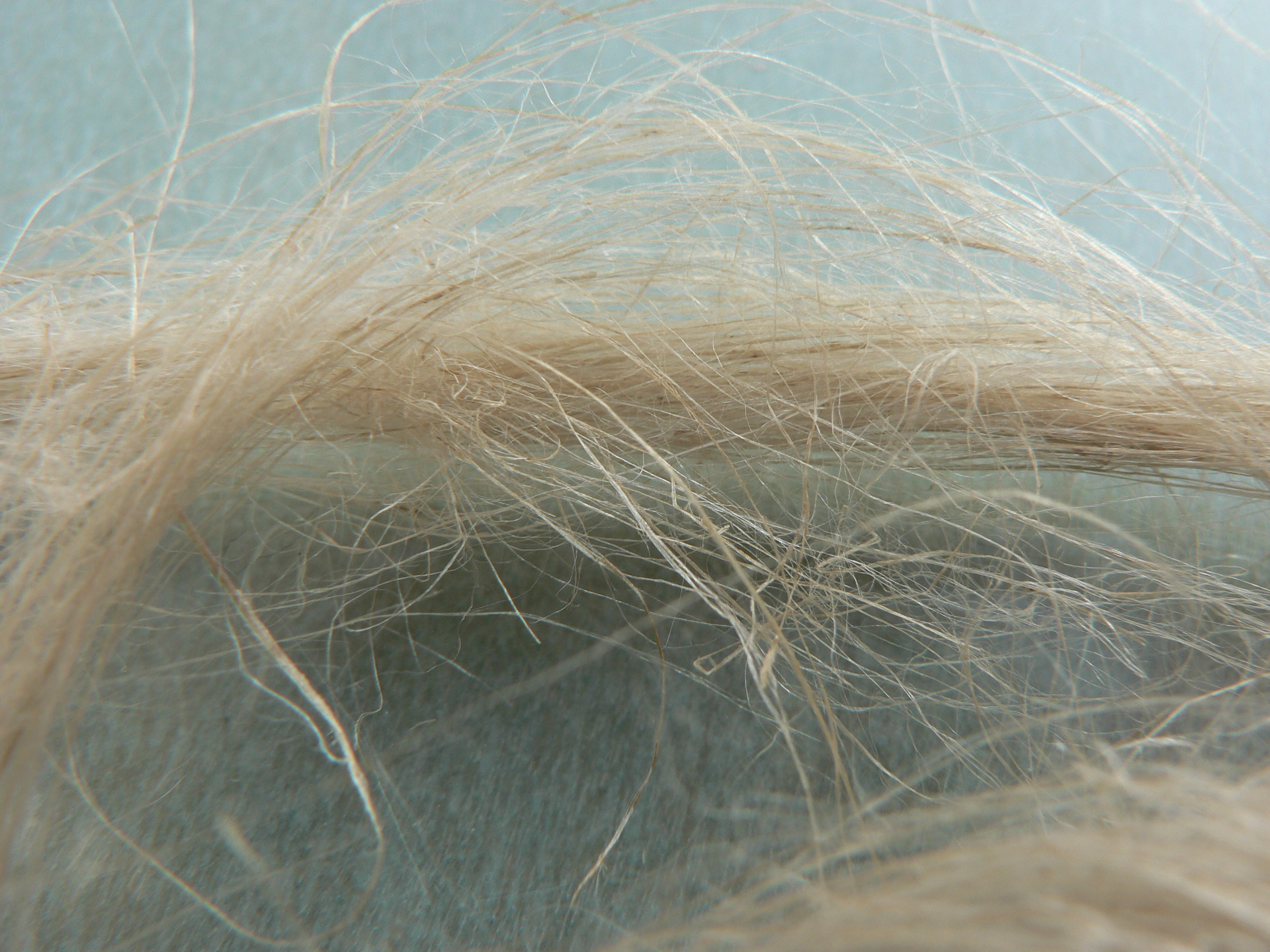
Linfibrer för rörmokeriarbeten.

Under häcklingen tas den sista skärven bort. Industriellt används särskilda häcklingsmaskiner. Traditionellt och i mindre skala "kammas" linet i  häcklor, en bräda med piggar av metall, av finare och finare grovlek.
Efter en korrekt häckling har man en bunt mjuka, glänsande blanka linfibrer som kan spinnas till garn eller användas för andra ändamål.
Det förekom även att man efter häcklingen borstade lingarnet för att ytterligare förbättra dess kvalitet.
En del avfall från häcklingen som bestod av korta, toviga eller med skävor bemängda fibrer tillvaratogs för spinning av blångarn eller tovgarn.
Ospunna linfibrer används även bland annat för drevning av hus, båtar och inom rörmokeri. Även dockhår kan tillverkas av linfibrer.

## Industrialisering
Ur de enkla handredskapen uppstod under 1800-talet enkla maskiner: Bråkningen kan utföras av en följd av kuggvalsar, de första grövre, de senare finare. För skäktningen kan ett antal (5–7) skäktknivar monteras på ett hjul, så att arbetaren bara behöver hålla fram linet (och akta händerna). Sådana maskiner, drivna av ett vattenhjul, kan betjäna några socknar, precis som en liten mjölkvarn eller ett sågverk. Bevarade exemplar finns på Irland, benämnda scutching mill (skäkt-kvarn) eller flax mill (lin-kvarn). Senare har effektivare och säkrare maskiner utvecklats.
Men i Sverige konkurrerades hantverket ut av import av billigt lin från Ryssland och bomull från USA och Indien. Arealen av svenska linodlingar sjönk från 25 000 hektar år 1860 till omkring 3000 hektar år 1900. Så mekaniseringen hade ingenting att uträtta. År 1932 odlades bara 170 hektar lin i Sverige. En vändning inträffade med andra världskriget och blockaden av all import, då staten 1940 beslutade att främja inhemsk linodling genom att upprätta industriella linberedningsanstalter på fyra orter: Kristinehamn, Växjö, Laholm och Hybo som tillsammans kunde bearbeta lin från 3000 hektars odling. Dessa anstalter lades ner 1950–1966. I mitten av 1950-talet odlades 4000 hektar i Sverige.